# Némethy Attila
Némethy Attila (Budapest, 1956. szeptember 5. –) magyar zongoraművész, tanár, zenei szerkesztő.

## Élete, munkássága
Zenei indíttatását a családjától kapta: édesanyja Dohnányi Ernő és Bartók Béla tanítványa volt. Tizenkét évesen kezdte zenei tanulmányait a Liszt Ferenc Zeneművészeti Főiskola előkészítő tagozatán, ahol Máthé Miklósnénál, majd a rendkívüli tehetségek osztályában Hernádi Lajos és Kadosa Pál irányításával tanult zongorát. Ebben az időben gyermekszínész is volt a Madách Színházban, így lett a Mézga család első két sorozatában Aladár hangja, valamint Wendauer A Pál utcai fiúk című 1969-es filmben. Zongoraművészi diplomáját 1977-ben szerezte meg, de ezt követően elvégezte még az esztétikai szakosítót is, Maróthy Jánosnál.
1977-ben II. díjat nyert az athéni nemzetközi zongoraversenyen, ugyanebben az évben az Ifjú Zongoristák Nemzetközi Liszt Találkozóján I. helyezett lett. 1978-ban többszörös díjazott volt a brüsszeli Erzsébet királynő versenyen, a tokiói nemzetközi versenyen pedig az V. helyet ítélték számára. 1979-től az Országos Filharmónia szólistája volt, 1980-ban pedig a Magyar Rádió külső munkatársa lett.
Oktató munkáját 1986-ban kezdte a Liszt Ferenc Zeneművészeti Főiskolán, ahol zongorát (egy időben kamarazenét is) oktat. Több mesterkurzust tartott itthon és külföldön, és többször vesz részt zenei versenyek zsűrije munkájában is. Zongoraművészként fellépett Európa szinte valamennyi országában, de szerepelt Kanadában, Kínában és Japánban is, neves zenekarokkal és művészekkel zenélt együtt. Több rádió-, televízió- és hangfelvétel készült közreműködésével. Állandó munkatársa a Bartók Rádiónak, ahol több műsor vezetője, szerkesztője.

## Díjai és kitüntetései
- Lajtha-díj (2015)[1]
- Bilicsi-díj (2018)[2]
- Szőnyi Erzsébet-díj (2024)[3]